# Adaeulum robustum
Adaeulum robustum is een hooiwagen uit de familie Triaenonychidae. De wetenschappelijke naam van Adaeulum robustum gaat terug op Lawrence.